# San José, San Lorenzo Texmelúcan
San José är en ort i Mexiko.   Den ligger i kommunen San Lorenzo Texmelúcan och delstaten Oaxaca, i den sydöstra delen av landet, 400 km sydost om huvudstaden Mexico City. San José ligger 1 165 meter över havet och antalet invånare är 251.
Terrängen runt San José är kuperad åt sydväst, men åt nordost är den bergig. Runt San José är det glesbefolkat, med 15 invånare per kvadratkilometer. Närmaste större samhälle är El Arador, 3,2 km nordost om San José. I omgivningarna runt San José växer i huvudsak städsegrön lövskog.